# Cena Franze Werfela za lidská práva
Cenu Franze Werfela za lidská práva uděluje Centrum proti vyhánění Svazu vyhnaných. Je pojmenována po česko-rakouském pražském spisovateli Franzi Werfelovi, který mj. popsal vyhnání a genocidu Arménů ve svém románu Čtyřicet dní Musa Dagh.
Cena Franze Werfela za lidská práva se uděluje jednotlivcům, iniciativám nebo skupinám, „kteří se postavili proti porušování lidských práv prostřednictvím genocidy, vysídlování a záměrné likvidace národnostních, etnických, rasových nebo náboženských skupin. Cena v hodnotě 10 000 eur se uděluje každé dva roky ve Paulskirche ve Frankfurtu nad Mohanem. Poprvé byla udělena v roce 2003.

## Porota
Rok 2007
V roce 2007 porotu tvořili tito lidé: Otto von Habsburg, Klaus Hänsch, Helga Hirschová, Milan Horáček, Hilmar Kopper, Rüdiger Safranski a Erika Steinbachová. Podle udělující nadace je udělování ocenění založeno na základě výnosu 4. Haagské úmluvy z roku 1907, Všeobecné deklarace lidských práv z roku 1948, Mezinárodního paktu o občanských a politických právech z roku 1966, rezoluce Komise OSN pro lidská práva z roku 1998, ale také závěrů Evropské rady hlav států a vlád v Kodani z roku 1993 a dalších prohlášeních Evropské unie.
Mezi dřívější členy poroty patřili např. Peter Glotz, Daniel Cohn-Bendit, Ralph Giordano, György Konrád a Lennart Meri.
Rok 2012
V roce 2012 se porota skládala z těchto osobností:
- Klaus Hänsch, bývalý předseda Evropského parlamentu
- Milan Horáček, zakládající člen strany Zelených v Německu
- Hilmar Kopper, předseda dozorčí rady HSH Nordbank
- Nina Rugeová, autorka knih, televizní moderátorka, novinářka
- Rüdiger Safranski, filozof, spisovatel
- Felix Semmelroth, vedoucí úřadu kultury města Frankfurtu n. M.
- Thomas Schmid, vydavatel skupiny die WELT
- Harald Schmidt, herec, bavič, chrámový hudebník
- Erika Steinbachová, spolková poslankyně, předsedkyně nadace, prezidentka Asociace vyhnanců

## Ocenění
- 2003
  - Mihran Dabag (Německo), vedoucí Institutu pro výzkum diaspory a genocidy na Ruhrské univerzitě v Bochumi, „za akademickou práci v oblasti výzkumu genocidy, historie pronásledování Arménů a jejích dnešních důsledků“.
  - Iniciátoři instalace "Kříže smíření na Bukové hoře" v Teplicích nad Metují, "na památku sudetských Němců zavražděných zde v roce 1945 a všechny oběti národnostních konfliktů v tomto regionu a za znamení dialogu mezi Němci a Čechy“. [2]
    - Věra Vítová, tehdejší starostka města Teplice nad Metují
    - Petr Kulíšek, předseda sdružení INEX
    - Jan Piňos, předseda Tuž se, Broumovsko
- 2005 biskup Franjo Komarica, bosenskohercegovský římskokatolický duchovní
- 2007 György Konrád za „mimořádný přínos k důstojnosti a právům všech osob postižených pronásledováním, deportací a vyhoštěním, bez ohledu na národnostní, etnickou a náboženskou příslušnost. "
- 2009 Herta Müllerová za román Atemschaukel (česky Rozhoupaný dech). Ocenění předal Ilija Trojanow. [3]
- 2010 David Vondráček, český filmař známý především dokumentárním filmem Zabíjení po česku na téma divokých odsunů po druhé světové válce.
- 2012 Karl Schlögel
- 2014 Rick Ostermann, [4] režisér
- 2016 Freya Klierová, „občanská aktivistka, spisovatelka a dokumentaristka [...] za celoživotní dílo“ [5]
- 2018 Michael Wolffsohn, německo-židovský historik a publicista, za „opakované jasné prohlášení, že zločiny nacistické diktatury by neměly vést k utajování křivd spáchaných na vyhnaných Němcích. [6]
- 2020 Joachim Gauck, spolkový prezident, „jenž odsoudil porušování lidských práv prostřednictvím vyvražďování, vyhánění a genocidy“. [7] [8] Slavnostní předávání cen muselo být odloženo kvůli pandemii covidu-19, konalo se o rok později 4. července 2021. [9]